# Herbie Flowers
Brian Keith "Herbie" Flowers (født 19. maj 1938 i Isleworth, Middlesex, England, død 5. september 2024) var en engelsk elbassist, kontrabassist, tubaist og sessionmusiker.
Flowers spillede bas med et utal af musikere i alle genre såsom The Shadows, Hank Marvin, Cliff Richard, Elton John, David Bowie, Lou Reed, Paul McCartney, George Harrison, Ringo Starr, Brian Bennett, David Essex, Cat Stevens, Petula Clark, Bryan Ferry, Paul Young, Olivia Newton-John, Sally Oldfield, Donovan, Alvin Stardust, Leo Sayer, Melanie og mange flere. Han udgav fire lp´er i eget navn og hørte til blandt de mest brugte studio- og sessionbassister i England gennem tiden.

## Diskografi
- Plant Life (1975)
- A Little Potty (1980)
- Herbie's Stuff (1981)
- A Jazz Breakfast (2012)

## Som sideman
- Hank Marvin (1969) - med Hank Marvin
- David Bowie (1969) - med David Bowie
- The Illustrated London Noise (1969) - med Brian Bennett
- Shades of Rock (1970) (med på enkelte numre) - med The Shadows
- Tumbleweed Connection (1970) - med Elton John
- Madman Across the Water (1971) - med Elton John
- A Single Man (1978) - med Elton John
- Candles in the Rain (1970) - med Melanie
- if Not for You (1971) - med Olivia Newton-John
- Transformer (1972) - med Lou Reed
- Foreigner (1973) - med Cat Stevens
- Destiny (1978) - med Petula Clark
- Rock 'n' Roll Juvenile (1979) - med Cliff Richard
- The Bride Stripped Bare (1978) - med Bryan Ferry
- Somewhere in England (1981) - med George Harrison
- Gone Troppo (1982) - med George Harrison
- Brainwashed (2002) - med George Harrison
- Stop and Smell the Roses (1981) - med Ringo Star
- Water Bearer (1978) - med Sally Oldfield
- Easy (1979) - med Sally Oldfield
- Celebration (1980) - med Sally Oldfield
- Playing in the Flame (1981) - med Sally Oldfield